# Santo Antão (districte de Santa Maria)
Santo Antão és un dels deu districtes en què es divideix la ciutat de Santa Maria, a l'estat brasiler de Rio Grande do Sul. Limita amb els districtes Boca do Monte i Sede, i, amb els municipis de Itaára i São Martinho da Serra.'

## Barris
El districte es divideix en les següents barris:
1. Santo Antão